# ハリハラン (歌手)
ハリハラン（Hariharan、1955年4月3日 - ）は、インドの歌手。映画音楽（タミル語映画、テルグ語映画、カンナダ語映画、マラヤーラム語映画、ヒンディー語映画）、ガザル、バジャンなどの分野で活動し、マラーティー語、シンハラ語、マイティリー語、ボージュプリー語、オリヤー語、ベンガル語、サンスクリット、グジャラート語、英語など10以上の言語で1万5000曲以上の楽曲を手掛けた。また、レスリー・ルイスと結成したバンド「コロニアル・カズンズ」としても活動している。彼はインド映画界で最も偉大なプレイバックシンガーの一人と認識されており、2004年にインド政府からパドマ・シュリー勲章を授与されている。

## 生い立ち
タミル人古典音楽家のH・A・S・マニ、アラメル・マニ夫婦の息子として生まれた。「ティルヴァナンタプラム出身」と言われているが、本人によるとこの情報は誤りであり、正確にはボンベイ出身である。父H・A・S・マニはボンベイを拠点に多くのカルナーティック歌手を育成したが、1963年に心臓発作を起こして死去した。また、母アラメル・マニもカルナーティック歌手として活動するかたわら、教師としても活動し、2019年にサンギータ・プラチャヤ賞を受賞している。
ハリハランはマトゥンガのドン・ボスコ高等学校で教育を受けた後、SIES文理科大学、セント・ザバーズ大学ムンバイ校に進学している。

## キャリア

### 映画音楽

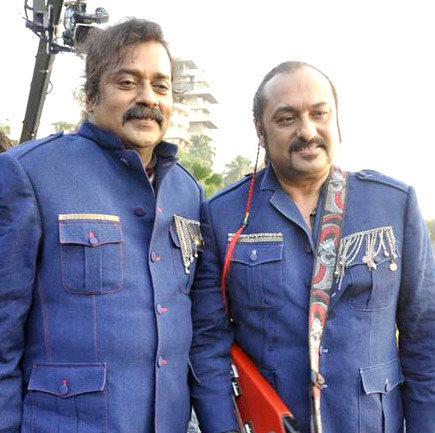
ハリハランとレスリー・ルイス（2012年）

デビューしたころはライブサーキットやテレビ番組を中心に活動し、デビュー曲「Ajeeb Sa Neha Mujh Par Guzar Gaya Yaaron」でウッタル・プラデーシュ州映画賞を受賞し、国家映画賞 男性プレイバックシンガー賞にノミネートされた。1992年にA・R・ラフマーンの紹介でマニラトナムの知遇を得て『ロージャー』の挿入歌「Thamizha Thamizha」の歌手に起用され、1995年には『ボンベイ』の挿入歌「Uyire Uyire」でK・S・チトラと共演している。その後も『ムトゥ 踊るマハラジャ』『Minsara Kanavu』『ジーンズ 世界は2人のために』『インドの仕置人』『Mudhalvan』『Taal』『Rangeela』『インディラ』『ザ・デュオ』『Anbe Aaruyire』『Kangalal Kaidhu Sei』『ボス その男シヴァージ』『ウェーブ』『頬にキス』『Guru』『ロボット』など多くの映画に参加し、A・R・ラフマーンが最も信頼する歌手の一人となった。1998年には『デザート・フォース』の挿入歌「Mere Dushman Mere Bhai」で国家映画賞男性プレイバックシンガー賞を受賞し、2005年には俳優として『Power of Women』でクシュブー・スンダルと共演した。2010年には『Jogwa』の挿入歌「Jiv Rangala」で再び国家映画賞男性プレイバックシンガー賞を受賞し、2024年にはポーランドとの合作映画『No Means No』では音楽監督を務めている。ヒンディー語映画でも活動していたが、近年は若手歌手の起用が多くなったことから参加頻度は減少したという。

### ガザル
ハリハランはインドを代表するガザルの歌手・作曲家としても知られ、30枚以上のアルバムをリリースしている。アシャ・ボスレと手掛けたアルバム「Aabshar-e-Ghazal」は、ハリハランが初期に手掛けたガザル・アルバムの中で最も大きな成功を収めたアルバムの一つである。1994年にリリースした「Gulfam」も成功を収めており、1995年にディーヴァ賞年間アルバム賞を受賞している。このほかにも「Hazir」「Jashn」「Halka Nasha」「Paigham」「Kaash」「Lahore Ke Rang Hari Ke Sang」「Hariharan in Concert」「Saptarishi」「Swar Utsav」「Lafzz...」を手掛けている。

### コロニアル・カズンズ
1996年にレスリー・ルイスとバンドチーム「コロニアル・カズンズ」を結成し、ファーストアルバム「Colonial Cousins」はインドのアルバムとして初めてMTVアンプラグドで取り上げられた。また、MTVインド・ビュワーズ・チョイス賞、ビルボード賞アジア・ミュージック・グループ賞など多くの音楽賞を受賞している。続いて1998年に「The Way We Do It」、2001年に「Aatma」をリリースし、2012年10月29日に4枚目のアルバム「Once More」をリリースした。2009年にはタミル語映画『Modhi Vilayadu』で映画音楽とサウンドトラックの作曲を手掛け、2010年にも『Chikku Bukku』でサウンドトラックの作曲を手掛けている。

### コラボレーション活動

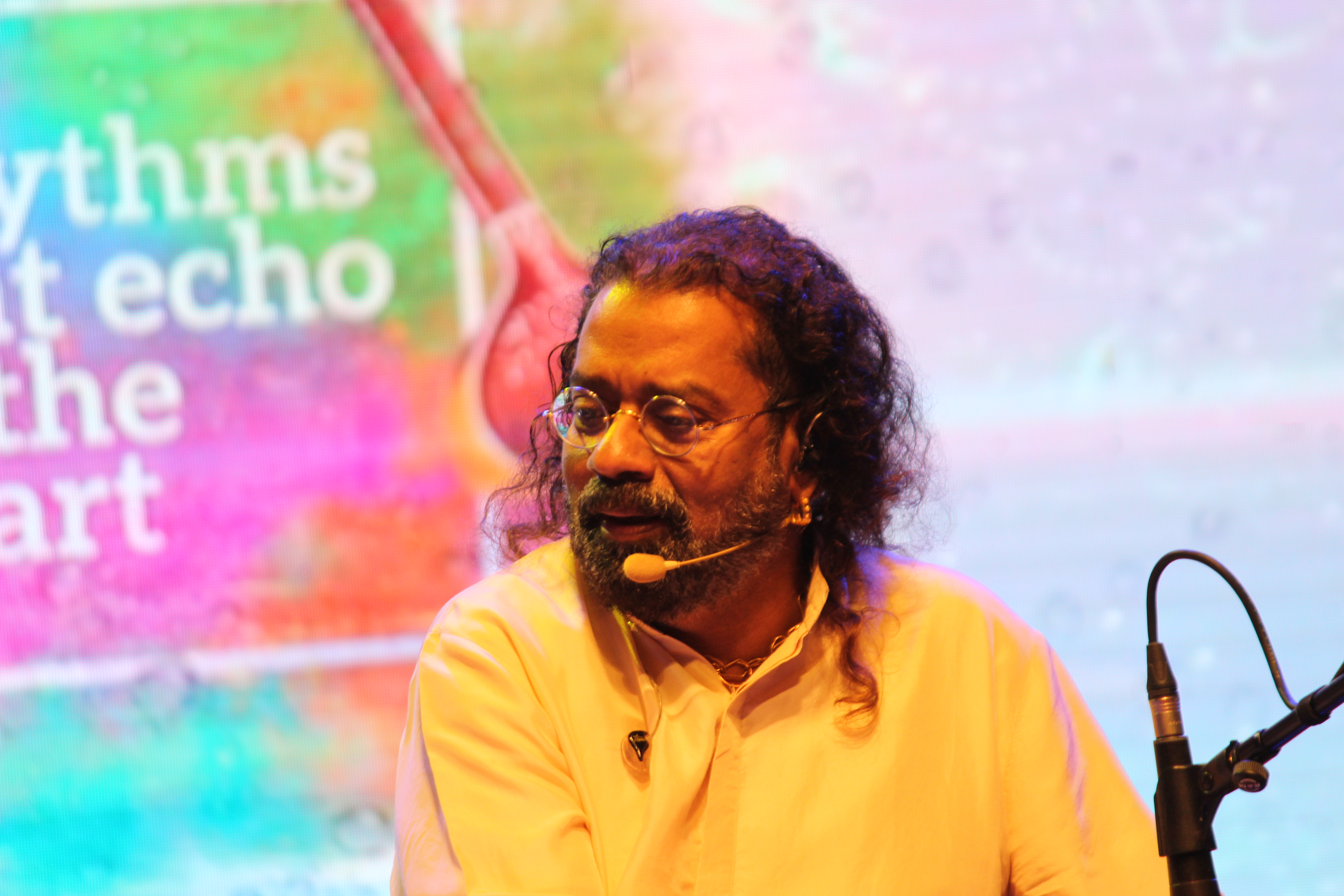
コンサート中のハリハラン（2018年）

2004年にパキスタンのバンド「ストリングス」とコラボレーションして「Bolo Bolo」をリリースし、2005年にはダレル・メヘンディと共に「Destiny」を手掛けた。また、2010年コモンウェルスゲームズの開会式ではヒンドゥスターニー語とヒンディー語を融合した楽曲「Swagatham」を披露し、2010年から2011年にかけて音楽番組『Hariyudan Naan』に出演していた。2011年はシドニーとメルボルンで開催された音楽イベントでサランガン・シュリランガナーダンとコラボレーションし、2013年にはベンガルールのゲートウェイ・ホテルでアーディティヤ・シュリーニヴァーサンとコラボレーションしたファースト・インターナショナル・シングル「Gham e Duniya」のリリース・イベントを開催した。2020年はグルシャン・クマールをフィーチャリングした宗教讃歌「ハヌマーン・チャーリーサー」をレコーディングした。同曲はYouTubeにアップロードされ再生回数10億回を記録し、世界で最も視聴された宗教讃歌となった。

## 受賞歴
| 年                                | 部門                                             | 作品                                              | 結果       | 出典   |
| 栄典                              | 栄典                                             | 栄典                                              | 栄典       | 栄典   |
| --------------------------------- | ------------------------------------------------ | ------------------------------------------------- | ---------- | ------ |
| 2004年                            | パドマ・シュリー勲章                             | N/A                                               | 受賞       | [ 21 ] |
| 2004年                            | スワラーラヤ・カイラリ・イエースダース賞         | N/A                                               | 受賞       | [ 22 ] |
| 2005年                            | カライマーマニ賞                                 | N/A                                               | 受賞       | [ 23 ] |
| 国家映画賞                        |                                                  |                                                   |            |        |
| 1998年                            | 男性プレイバックシンガー賞                       | 『デザート・フォース』 「Mere Dushman Mere Bhai」 | 受賞       | [ 24 ] |
| 2010年                            | 男性プレイバックシンガー賞                       | 『Jogwa』 「Jeev Dangla Gungla Rangla Asa」       | 受賞       | [ 25 ] |
| フィルムフェア賞                  |                                                  |                                                   |            |        |
| 1996年                            | 男性プレイバックシンガー賞                       | 『Haqeeqat』 「Dil Ne Dil Se」                    | ノミネート | [ 26 ] |
| 1997年                            | 男性プレイバックシンガー賞                       | 『Maachis』 「Chappa Chappa Charkha Chale」       | ノミネート | [ 26 ] |
| 1998年                            | 男性プレイバックシンガー賞                       | 『Pardes』 「I Love My India」                    | ノミネート | [ 26 ] |
| フィルムフェア賞 南インド映画部門 |                                                  |                                                   |            |        |
| 2009年                            | タミル語映画部門男性プレイバックシンガー賞       | 『Vaaranam Aayiram』 「Nenjukkul peidhidum」      | ノミネート | [ 27 ] |
| 2011年                            | テルグ語映画部門男性プレイバックシンガー賞       | 『Simha』 「Bangaru Konda」                       | ノミネート | [ 28 ] |
| 2011年                            | マラヤーラム語映画部門男性プレイバックシンガー賞 | 『Kadha Thudarunnu』 「Aaro Padunnu」             | 受賞       | [ 28 ] |
| 2012年                            | マラヤーラム語映画部門男性プレイバックシンガー賞 | 『Snehaveedu』 「Amruthamayi Abhayamai」          | ノミネート |        |
| 2016年                            | マラヤーラム語映画部門男性プレイバックシンガー賞 | 『Pathemari』 「Padiyirangunnu」                  | ノミネート |        |
| IIFAウトサヴァム                  |                                                  |                                                   |            |        |
| 2017年                            | テルグ語映画部門男性プレイバックシンガー賞       | 『ルドラマデーヴィ 宿命の女王』 「Avuna Neevena」 | ノミネート | [ 29 ] |
| ケララ州映画賞                    |                                                  |                                                   |            |        |
| 2011年                            | 男性プレイバックシンガー賞                       | 『Paattinte Palazhy』 「Paattu Paaduvan Mathram」 | 受賞       | [ 30 ] |
| タミル・ナードゥ州映画賞          |                                                  |                                                   |            |        |
| 1995年                            | 男性プレイバックシンガー賞                       | 『Aasai』 「Konjum Naal」                         | 受賞       |        |
| 2004年                            | 男性プレイバックシンガー賞                       | 複数の映画の楽曲                                  | 受賞       | [ 31 ] |
| ナンディ賞                        |                                                  |                                                   |            |        |
| 1999年                            | 男性プレイバックシンガー賞                       | 『Annayya』 「Hima Semalloyallo」                 | 受賞       | [ 32 ] |
| アジアネット映画賞                |                                                  |                                                   |            |        |
| 2011年                            | 男性プレイバックシンガー賞                       | 『Kadha Thudarunnu』 「Aaro Padunnu」             | 受賞       | [ 33 ] |
| 2012年                            | 男性プレイバックシンガー賞                       | 『Snehaveedu』 「Amrithamayi」                    | 受賞       | [ 34 ] |
| ヴィジャイ・アワード              |                                                  |                                                   |            |        |
| 2009年                            | 男性プレイバックシンガー賞                       | 『Vaaranam Aayiram』 「Nenjukkul Peidhidhum」     | 受賞       | [ 35 ] |
| スター・スクリーン・アワード      |                                                  |                                                   |            |        |
| 1996年                            | 男性プレイバックシンガー賞                       | 『Haqeeqat』 「Dil Ne Dil Se」                    | 受賞       |        |
| 1998年                            | 男性プレイバックシンガー賞                       | 『Ziddi』 「Hum Tumse Na Kuchh」                  | ノミネート |        |